# Visolit
Visolit är ett nordiskt IT-företag grundat i Norge 1997. Företaget hette TeleComputing till 2019. Företaget var ett av de första i världen med att erbjuda ASP-tjänster (Application Service Provider) till företag. Visolit tillhandahåller tjänster inom bland annat molntjänster och utlokalisering av IT-drift men även servicedesk och IT-support.
Företaget listade sig på Oslobörsen 31 december 2009 för att den 5 februari 2010 avlistas på grund av en ny ägarstruktur. Sedan 2016 ägs företaget av IK Investment Partners. 
Koncernen har över 1 100 anställda på 11 orter i 4 länder och cirka 1 300 företagskunder i Norden. Visolit Sweden har huvudkontor i Stockholm (Solna), men Visolit har även kontor i Göteborg, Oslo, Bergen, Bryne och Stavanger.
Visolit är även en certifierad Microsoft-partner när det gäller leverans av tjänster.
Omsättningen år 2015 uppgick till 1 463 miljoner norska kronor. 
Huvudkontoret ligger i Asker, Norge.
Den 10 augusti 2021 tillkännagavs att Advania avser förvärva Visolit förutsatt en godkänd prövning hos Konkurrensverket.

## Överblick
Vid grundandet 1997 var Visolit den första Application Service Providern i Norge, 1998 startades även en svensk filial. Genom ett flertal företagsförvärv under 2000-talet växte koncernen kraftigt i både omsättning och personal. Förvärvet av Kentor AB 2007, ett IT-konsultföretag, innebar 235 nya anställda. År 2017 såldes dock Kentor AB till Sopra Steria.
2009 utnämndes Sven Tore Kaasa, som hade arbetat i företaget sedan 1999, till VD och koncernchef. 2017 avgick Kaasa och Terje Mjøs tillsattes som koncernchef för Visolit.

## Certifieringar
Från och med april 2013 är Visolit ISO 9001-certifierade i både Norge och Sverige. Företaget är även sedan tidigare miljöcertifierat enligt ISO 14001.
Visolit har valt att använda integrera standarderna ISO 9001, 27001 och 14001 i koncernens ledningssystem. Systemet blir kontinuerligt reviderat och är tredjepartscertifierat av Det Norske Veritas (DNV).
Företaget är av Microsoft utsett till årets Hostingpartner 2014, 2015, 2016 och ”Best New Hybrid Cloud 2016".

## Företagsförvärv och försäljning 1997-2017[5]
- 2002 – Kebne AB förvärvas (Sverige)
- 2004 – Infostream (Norge) och ID Comnets (Norge) samt Proserva (Sverige) förvärvas.
- 2005 – IT Broker (Norge) och Stim Computing (Norge) förvärvas.
- 2006 – Netthuset (Norge) förvärvas och Infostream säljs.
- 2007 – Kentor AB (Sverige) och Stonebrix (Sverige) förvärvas.
- 2016 – Det Göteborgsbaserade företaget HC Advance Group AB, ”Advance” (Sverige) förvärvas.
- 2017 – Doorway AS (Norge) förvärvas.
- 2017 – IT-konsultföretaget Kentor AB (Sverige) säljs till Sopra Steria.